# 罗塞 (索恩-卢瓦尔省)
罗塞（法語：Rosey，法語發音：[ʁozɛ]）是法国索恩-卢瓦尔省的一个市镇，属于索恩河畔沙隆区。

## 地理
罗塞（46°44'46"N, 4°42'21"E）面积4.24 平方千米，位于法国勃艮第-弗朗什-孔泰大區索恩-卢瓦尔省，该省份为法国中部省份，北起顺时针与科多尔省、汝拉省、安省、罗讷省、卢瓦尔省、阿列省和涅夫勒省接壤。
与罗塞接壤的市镇（或旧市镇、城区）包括：比塞苏克吕绍、格朗日、莫罗日。

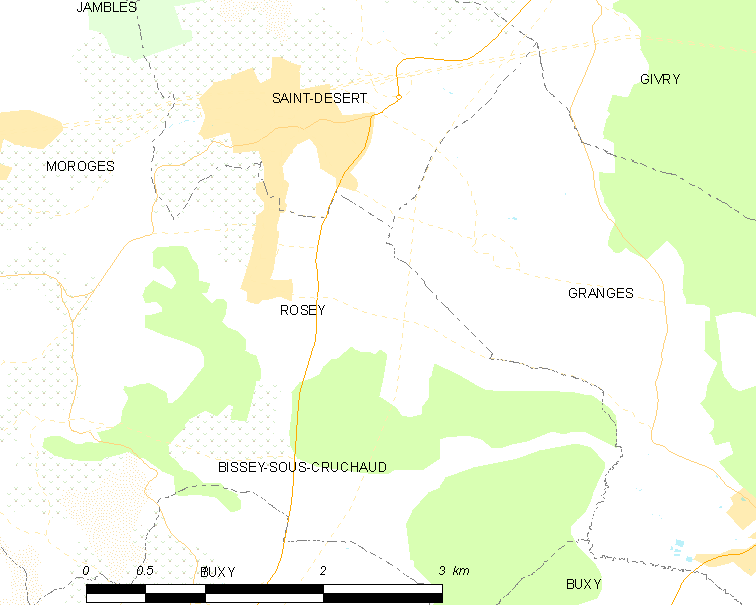
的OSM定位图

罗塞的时区为UTC+01:00、UTC+02:00（夏令时）。

## 行政
罗塞的邮政编码为71390，INSEE市镇编码为71374。

## 政治
罗塞所属的省级选区为日夫里县。

## 人口

1962-2008年间人口变化图示

罗塞于2022年1月1日时的人口数量为160人。